# Polnisch-ungarische Beziehungen
Polnisch-ungarische Beziehungen sind die außenpolitischen Beziehungen zwischen Polen und Ungarn. Die beiden Länder waren über Jahrhunderte Nachbarn und hatten in den Karpaten eine gemeinsame Grenze.
Boleslaus der Tapfere schloss das Gebiet der heutigen Slowakei am Anfang des 11. Jahrhunderts an Polen an. Danach fiel es als Oberungarn an Ungarn. Seither grenzten beide Staaten aneinander. Reger Handelsaustausch führte über die Katpatenpässe. Polen importierte unter anderem ungarischen Wein und Ungarn zum Beispiel polnischen Honig. Die Beziehungen der polnischen Piasten und der ungarischen Árpáden waren in der Regel sehr gut. Die Dynastien heirateten untereinander und waren regelmäßig gegen Böhmen und gelegentlich gegen das Heilige Römische Reich sowie die Kiewer Rus verbündet. Beide Länder wurden von dem Tatareneinfall 1241 stark in Mitleidenschaft gezogen und versuchten durch die Anwerbung von Siedlern aus dem Westen den Bevölkerungsverlust wieder auszugleichen. Die Ungarn unterstützten Polen gegen den Deutschen Orden. Der polnische König Kasimir der Große schloss Mitte des 14. Jahrhunderts mit dem ungarischen König Ludwig der Große einen Nachfolgevertrag, so dass beide Königreiche im späten 14. Jahrhundert in Personalunion durch das Haus Anjou regiert wurden. Gleichzeitig konkurrierten beide Königreiche um Rotruthenien und Ungarn verpfändete an Polen große Teile der Zips. Zu einer erneuten Personalunion kam es unter den polnisch-litauischen Jagiellonen in der ersten Hälfte des 15. Jahrhunderts. Auch am Übergang des Spätmittelalters zur Neuzeit regierten die Jagiellonen in Polen-Litauen und Ungarn, nachdem der Streit um den ungarischen und böhmischen Thron zwischen den Jagiellonen und Matthias Corvinus beigelegt werden konnte. Bei der Schlacht bei Mohács (1526) fielen auch tausende polnische Ritter. Während der folgenden Besetzung durch die Osmanen flohen viele Ungarn nach Polen-Litauen, unter anderem der neue ungarische König Johann Zápolya, der die polnisch-litauische Prinzessin Isabella Jagiellonica heiratete. Ihr gemeinsamer Sohn Johann Sigismund Zápolya war ebenfalls König von Ungarn und Fürst von Siebenbürgen. 1576 wurde der neue Fürst von Siebenbürgen Stephan Báthory zum polnisch-litauischen König gewählt. Krakau war ein Zentrum ungarischer Kultur im 16. Jahrhundert. Am polnisch-ungarischen Königshof hielten sich zahlreiche ungarische Emigranten auf, Poeten, Schriftsteller und Künstler. Hier wirkte unter anderem der ungarische Renaissance-Dichter Bálint Balassi. Während der Schwedischen Sintflut in der Mitte des 17. Jahrhunderts versuchte der Fürst von Siebenbürgen Georg II. Rákóczi vergeblich, die polnisch-litauische Krone zu erlangen. Franz II. Rákóczi warb um polnische Unterstützung beim antihabsburgerischen Aufstand 1703–1711 und floh nach dessen Niederschlagung zeitweise nach Polen-Litauen. Während der Ungarischen Revolution 1848/1849 kämpften Polnische Legionen auf der Seite Ungarns. Ungarn unterstützte Polen wiederum im Polnisch-Sowjetischen Krieg 1919–1921. Während des Zweiten Weltkriegs verweigerte sich Ungarn beim Überfall auf Polen 1939, obwohl es mit dem Dritten Reich verbündet war. Nach dem Ausbruch des Zweiten Weltkriegs flohen ca. 100.000 Polen nach Ungarn. Nach dem Krieg gehörten Polen und Ungarn zum Ostblock. Der Posener Aufstand inspirierte den Ungarischen Volksaufstand. Viele Polen spendeten in dieser Zeit Blut und Arzneimittel für Ungarn. Seit dem Ende des Kalten Krieges entwickeln sich die Beziehungen zwischen Polen und Ungarn gut. Beide Staaten sind Mitglied der Europäischen Union, der NATO und der Visegrád-Gruppe. Beide Staaten bewerten jedoch den Angriff Russlands auf die Ukraine 2022 unterschiedlich, so dass es bei der Frage der Ukraine-Hilfe zu Spannungen zwischen beiden Ländern kam.
Zur polnischen Minderheit in Ungarn bekennen sich einige Tausend Personen und zur ungarischen Minderheit in Polen einige Tausend. Es handelt sich hierbei hauptsächlich um Emigranten, die in den großen Städten der beiden Länder wohnen.
Polen besitzt eine Botschaft in Budapest. Ungarn hat eine Botschaft in Warschau und Generalkonsulate in Krakau und Danzig, ein Vizekonsulat in Breslau sowie drei Honorarkonsulate in Posen, Łódź und Bydgoszcz.